# Loxophlebia parea
Loxophlebia parea là một loài bướm đêm thuộc phân họ Arctiinae, họ Erebidae.